# Julie Gayet

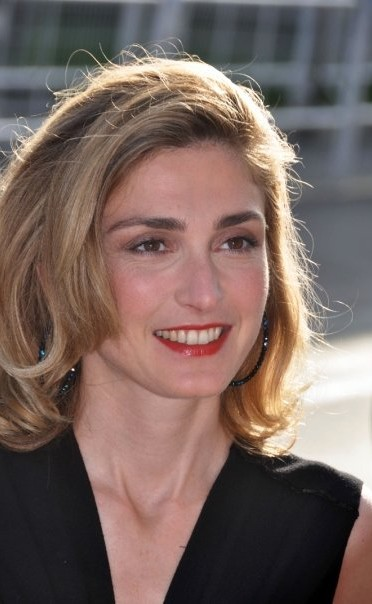
Julie Gayet în 2009

Julie Gayet (pronunție în franceză [ʒyli ɡajɛ]; n. 3 iunie 1972, Suresnes, Région parisienne, Franța) este o actriță și producătoare de film franceză. În ianuarie 2014, în urma unor investigații jurnalistice s-a descoperit că Julie Gayet ar fi fost amanta președintelui Franței François Hollande, deși acesta se afla într-o relație cu jurnalista franceză Valérie Trierweiler.

## Filmografie

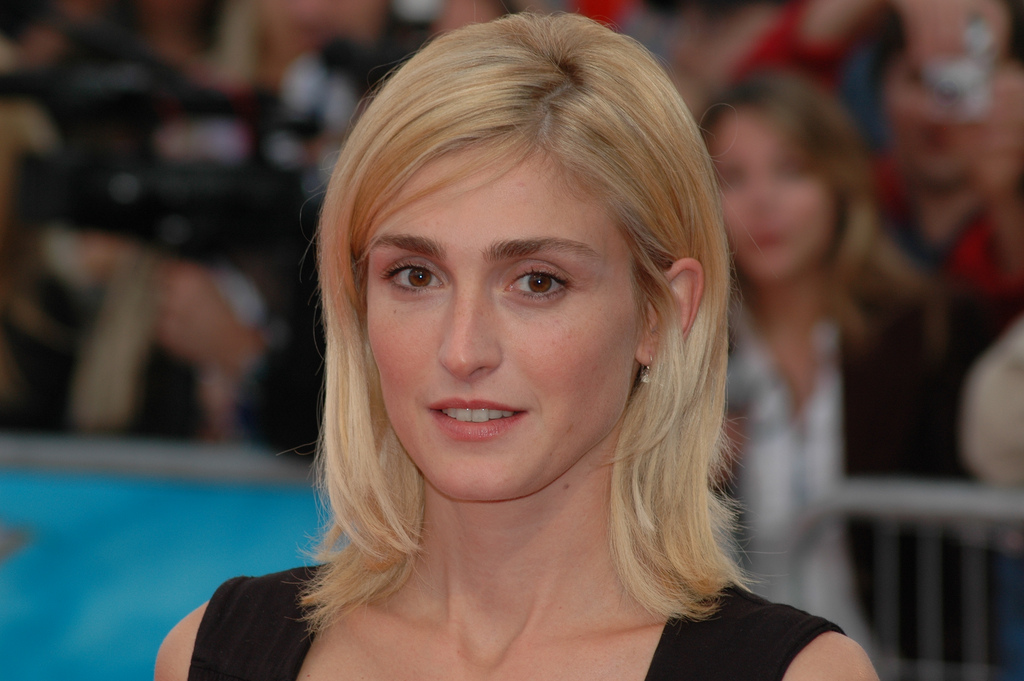
Julie Gayet participând la Festivalul Cinematografiei Americane 2007 la Deauville

### Filme de cinema
| An   | Titlu                                               | Rol                  | Note                                                                            |
| ---- | --------------------------------------------------- | -------------------- | ------------------------------------------------------------------------------- |
| 1993 | Trei culori: Albastru (Trois couleurs: Bleu)        | Extra                |                                                                                 |
| 1993 | The Little Apocalypse                               |                      |                                                                                 |
| 1993 | À la belle étoile                                   | Hannah               |                                                                                 |
| 1994 | 3000 scénarios contre un virus                      |                      |                                                                                 |
| 1994 | L'Histoire du garçon qui voulait qu'on l'embrasse   | A girl in the metro  |                                                                                 |
| 1995 | O sută și una de nopți (Les Cent et une nuits)      | Camille Miralis      |                                                                                 |
| 1996 | Sélect Hôtel                                        | Nathalie             | Prix Romy Schneider Best European Actress Brussels International Film Festival. |
| 1996 | Delphine 1, Yvan 0                                  | Delphine Saban       |                                                                                 |
| 1996 | Les Deux Papas et la Maman                          | Sophie               |                                                                                 |
| 1996 | Les Menteurs⁠(fr)[traduceți]                         | Lisa                 |                                                                                 |
| 1998 | Sentimental Education⁠(fr)[traduceți]                | Clare                |                                                                                 |
| 1998 | Ça ne se refuse pas                                 | Marlène Kardelian    |                                                                                 |
| 1998 | Le Plaisir (et ses petits tracas)                   | Véra                 |                                                                                 |
| 1999 | Paddy                                               | Paddy                |                                                                                 |
| 1999 | Why Not Me?                                         | Eva                  |                                                                                 |
| 2000 | La Confusion des Genres                             | Babette              |                                                                                 |
| 2000 | Les Gens qui s'aiment                               | Winnie               |                                                                                 |
| 2000 | Nag la bombe                                        | Rosine, la serveuse  |                                                                                 |
| 2001 | Vertiges de l'amour                                 | Jeanne               |                                                                                 |
| 2002 | Après la pluie, le beau temps                       | Rose Bonbon          |                                                                                 |
| 2002 | Novo                                                | Julie                |                                                                                 |
| 2002 | Un monde presque paisible                           | Mme Andrée           |                                                                                 |
| 2002 | Chaos and Desire                                    | Catherine            |                                                                                 |
| 2002 | Ma Caméra et moi                                    | Lucie                |                                                                                 |
| 2003 | Lovely Rita, sainte patronne des cas désespérés     | Rita                 |                                                                                 |
| 2004 | Ce qu'ils imaginent                                 | Sarah                |                                                                                 |
| 2004 | Clara et moi                                        | Clara                |                                                                                 |
| 2005 | Camping à la ferme                                  | The judge            |                                                                                 |
| 2005 | Bab el web                                          | Laurence             |                                                                                 |
| 2006 | A Woman in Winter                                   | Caroline             |                                                                                 |
| 2006 | Le Lièvre de Vatanen                                | Olga                 |                                                                                 |
| 2006 | My Best Friend                                      | Catherine            |                                                                                 |
| 2006 | De particulier à particulier                        | Sophie               |                                                                                 |
| 2007 | Shall We Kiss?                                      | Émilie               |                                                                                 |
| 2007 | Les Fourmis rouges                                  | Anne                 |                                                                                 |
| 2008 | Childhoods                                          | mother of Fritz Lang |                                                                                 |
| 2009 | 8 fois debout                                       | Elsa                 | Best Actress - Tokyo International Film Festival                                |
| 2009 | Eleanor's Secret                                    | Mom (voice)          |                                                                                 |
| 2010 | Sans laisser de traces⁠(fr)[traduceți]               | Clémence             |                                                                                 |
| 2010 | Pièce montée⁠(fr)[traduceți]                         | Laurence             |                                                                                 |
| 2010 | L'Apprenti Père Noël                                |                      |                                                                                 |
| 2011 | L'Art de séduire                                    | Hélène               |                                                                                 |
| 2011 | The Shape of Art to Come                            |                      |                                                                                 |
| 2011 | Carré blanc                                         | Marie                |                                                                                 |
| 2011 | Practical Guide to Belgrade with Singing and Crying | Sylvie               |                                                                                 |
| 2012 | After (2012 French film)⁠(fr)[traduceți]             | Julie                |                                                                                 |
| 2012 | Au cas où je n'aurais pas la palme d'or             | Julia                |                                                                                 |
| 2012 | Nos plus belles vacances                            | Isabelle             |                                                                                 |
| 2013 | Les Âmes de papier                                  | Emma                 |                                                                                 |
| 2013 | Quai d'Orsay                                        | Valérie Dumontheil   |                                                                                 |

### Filme de televiziune
| An   | Titlu                             | Rol                             | Note                   |
| ---- | --------------------------------- | ------------------------------- | ---------------------- |
| 1992 | Premiers baisers                  |                                 | TV series, one episode |
| 1994 | Ferbac                            |                                 | TV series, one episode |
| 1994 | La Vie de Marianne⁠(fr)[traduceți] | Mademoiselle de Fare            |                        |
| 1997 | Maître Da Costa                   |                                 | TV series, one episode |
| 2001 | Sang d'encre                      | Monica                          |                        |
| 2004 | Bien agités !                     | Diane                           |                        |
| 2004 | 3 garçons, 1 fille, 2 mariages    | Camille                         |                        |
| 2005 | Les Rois maudits                  | Isabelle de France              |                        |
| 2006 | Le Rainbow Warrior                | Dominique Prieur                |                        |
| 2007 | La Légende des trois clefs        | Béatrice Sancier                |                        |
| 2007 | Elles et Moi                      | Florence de Montellier          |                        |
| 2010 | Famille décomposée                | Doris                           |                        |
| 2010 | Clandestin                        | Sophie                          |                        |
| 2011 | V comme Vian                      | Michelle Vian                   |                        |
| 2011 | Amoureuse⁠(fr)[traduceți]          | Iona Gorrigan                   |                        |
| 2011 | J'étais à Nüremberg               | Marie-Claude Vaillant-Couturier |                        |
| 2012 | Emma                              | Irène                           |                        |
| 2013 | Odysseus                          | Helen of Troy                   |                        |
| 2013 | Alias Caracalla                   | Madame Moret                    |                        |
| 2014 | Ça va passer... Mais quand ?      | Sophie                          |                        |

### Filme scurte
| An   | Titlu                       | Rol | Note |
| ---- | --------------------------- | --- | ---- |
| 1996 | Sans transition             |     |      |
| 1996 | Vive le cinéma !            |     |      |
| 1996 | 15 sans billets             |     |      |
| 1997 | Pédagogie                   |     |      |
| 1997 | Play                        |     |      |
| 1998 | Je ne veux pas être sage    |     |      |
| 1998 | Baby Blues                  |     |      |
| 2003 | Rêver                       |     |      |
| 2006 | Un secret derrière la porte |     |      |
| 2007 | Fin                         |     |      |
| 2009 | Le Petit Homme bleu         |     |      |
| 2009 | Une dernière cigarette      |     |      |
| 2009 | De plaisir                  |     |      |

### Ca regizor
| An   | Titlu       | Rol | Note                            |
| ---- | ----------- | --- | ------------------------------- |
| 2013 | Cinéast(e)s |     | Co-directed with Mathieu Busson |

### Ca producător
| An   | Titlu         | Rol | Note         |
| ---- | ------------- | --- | ------------ |
| 2009 | 8 fois debout |     |              |
| 2009 | Fix ME        |     |              |
| 2010 | Dowaha        |     | Coproducător |
| 2011 | Bonsai        |     |              |
| 2015 | Comoara       |     |              |

### Videoclipuri
| An   | Titlu                         | Note                |
| ---- | ----------------------------- | ------------------- |
| 2007 | Laisse aboyer les chiens      | For Benjamin Biolay |
| 2007 | Dans la Merco Benz            | For Benjamin Biolay |
| 2007 | Qu'est-ce que ça peut faire ? | For Benjamin Biolay |

## Cântece
- Duet cu Marc Lavoine pentru piesa Avec toi de pe albumul Je descends du singe (2012).